# Charicrita sericoleuca
Charicrita sericoleuca is een vlinder uit de familie van de stippelmotten (Yponomeutidae) en komt voor in Australië. De wetenschappelijke naam van de soort werd in 1923 gepubliceerd door Turner.